# Trasporti a Porto Rico

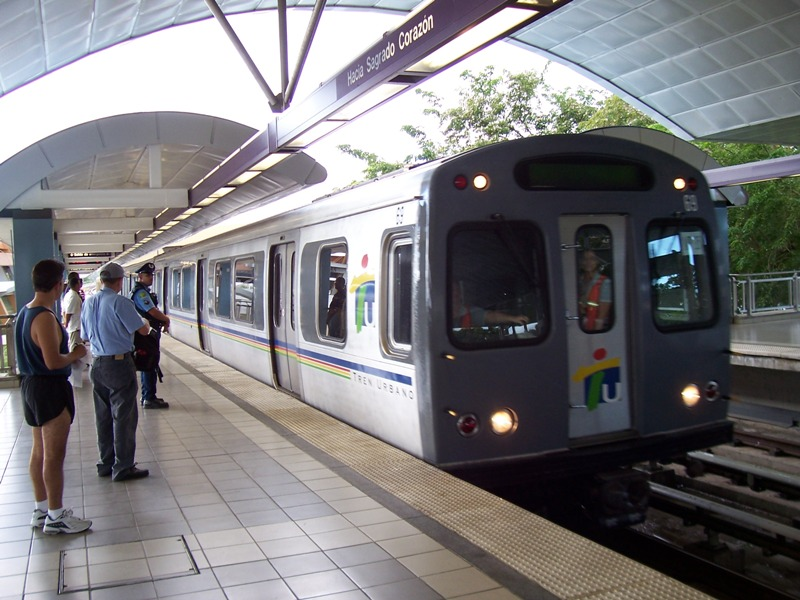
Il Tren Urbano nella stazione di Bayamón

I trasporti a Porto Rico comprendono una rete stradale, una rete ferroviaria, porti e aeroporti che servono approssimativamente quattro milioni di passeggeri all'anno. I fondi monetari dell'intero sistema provengono sia a livello locale dal Governo di Porto Rico sia a livello federale dal Governo degli Stati Uniti.

## Rete ferroviaria
- Metropolitana di San Juan (Tren Urbano)
- Ferrovia del porto di Ponce
- Ferrovie turistiche

## Rete stradale
Porto Rico possiede una rete di strade, superstrade e autostrade di competenza del Dipartimento dei trasporti e delle opere pubbliche e sotto la sorveglianza della Polizia di Stato.

## Porti
Via mare i collegamenti sono supportati da un numero elevato di porti e moli d'attracco per qualsiasi nave commerciale e imbarcazione privata o turistica; il principale scalo marittimo è il porto di San Juan, in cui trovano ormeggio anche le navi crociera più grandi del mondo.
- Porto di San Juan
- Porto di Ponce
- Porto di Mayagüez

## Aeroporti
I collegamenti aerei sono garantiti dalla presenza di ventuno aeroporti, di cui dieci destinati ad uso privato o militare, otto a scala nazionale (comprese le isole limitrofe), due a scala internazionale ad Aguadilla e a Ponce e uno a scala intercontinentale, l'aeroporto Luis Muñoz Marín, a Carolina, nelle immediate vicinanze di San Juan.

### Civili

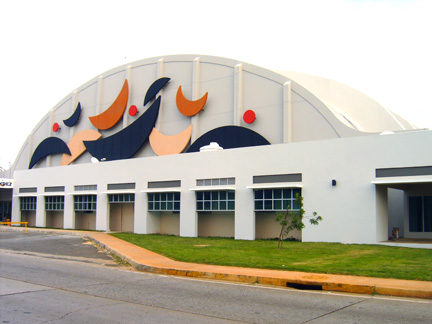
L'aeroporto di Aguadilla

- Aeroporto Antonio (Nery) Juarbe Pol, Arecibo
- Aeroporto Rafael Hernández, Borinquen, Aguadilla
- Aeroporto Benjamín Rivera Noriega, Culebra
- Aeroporto Diego Jiménez Torres, Fajardo
- Aeroporto Eugenio María de Hostos, Mayagüez
- Aeroporto Mercedita, Ponce
- Aeroporto Fernando Luis Ribas Dominicci, Isla Grande, San Juan
- Aeroporto internazionale Luis Muñoz Marín, Isla Verde, San Juan
- Aeroporto Antonio Rivera Rodríguez, Vieques

### Militari
- Base aerea Ramey, Aguadilla (chiusa e riaperta come aeroporto civile di Aguadilla)
- Base aerea Roosevelt Roads, Ceiba (non operativa)

## Trasporto pubblico
L'area metropolitana dell'isola è interconnessa da un servizio pubblico di autobus e dal Tren Urbano. I collegamenti pubblici tra le varie città sono garantiti dai taxi collettivi e privati che operano anche nei singoli comuni assieme agli autobus delle linee municipali.